# Cassie Venturas diskografi
Cassie Ventura är en amerikansk modell, sångare, dansare och skådespelare. Sedan musikdebuten 2006 och fram till 2015 består hennes diskografi av ett studioalbum, ett blandband och sju singlar utgivna av skivbolagen BadBoy och Interscope Records. Ventura träffade musikproducenten Ryan Leslie under mitten av 2000-talet och duon påbörjade arbetet med hennes självbetitlade debutalbum som gavs ut i augusti 2006. Albumet gick in på fjärde plats i USA och topp-40 i Storbritannien. Två singlar gavs ut från albumet, huvudsingeln "Me & U" och "Long Way 2 Go". Den förstnämnda låten blev en topp-tio hit på den amerikanska singellistan och en av de framgångsrikaste singlarna 2006. Hon bidrog med musik till filmen Step Up 2: The Streets 2007 vilket gav singeln "Is It You". Ventura började arbeta med sitt andra studioalbum samma år. Flera singlar har sedan dess getts ut men med små eller obefintliga kommersiella framgångar, vilket har skjutit fram albumets utgivningsdatum flera gånger. Hennes första blandband, RockaByeBaby, gavs ut i april 2013 och föregicks av de virala utgivningarna av "Numb" och "Paradise".

## Album

### Studioalbum
| Titel  | Albuminformation                                                                               | Högsta listplaceringar | Högsta listplaceringar | Högsta listplaceringar | Högsta listplaceringar | Högsta listplaceringar | Högsta listplaceringar | Högsta listplaceringar | Högsta listplaceringar | Högsta listplaceringar | Sålda ex.                       | Certifikat   |
| Titel  | Albuminformation                                                                               | USA                    | USA R&B                | BEL                    | FRA                    | TYS                    | JPN                    | NED                    | SCH                    | UK                     | Sålda ex.                       | Certifikat   |
| ------ | ---------------------------------------------------------------------------------------------- | ---------------------- | ---------------------- | ---------------------- | ---------------------- | ---------------------- | ---------------------- | ---------------------- | ---------------------- | ---------------------- | ------------------------------- | ------------ |
| Cassie | - Släppt: 8 augusti 2006 - Skivbolag: Bad Boy, NextSelection - Format: CD, digital nedladdning | 4                      | 2                      | 78                     | 48                     | 82                     | 30                     | 78                     | 57                     | 33                     | - USA: 321 000 (fram till 2008) | - UK: Silver |

## Singelskivor

### Singlar
| Titel                                                                                | År   | Högsta listplaceringar | Högsta listplaceringar | Högsta listplaceringar | Högsta listplaceringar | Högsta listplaceringar | Högsta listplaceringar | Högsta listplaceringar | Högsta listplaceringar | Högsta listplaceringar | Högsta listplaceringar | Certifikat                              | Album                                   |
| Titel                                                                                | År   | USA                    | USA R&B                | AUS                    | KAN                    | FRA                    | TYS                    | IRL                    | NZ                     | SVE                    | UK                     | Certifikat                              | Album                                   |
| ------------------------------------------------------------------------------------ | ---- | ---------------------- | ---------------------- | ---------------------- | ---------------------- | ---------------------- | ---------------------- | ---------------------- | ---------------------- | ---------------------- | ---------------------- | --------------------------------------- | --------------------------------------- |
| "Me & U"                                                                             | 2006 | 3                      | 1                      | 12                     | —                      | 8                      | 12                     | 9                      | 4                      | 22                     | 6                      | - USA: Platina - KAN: Guld - UK: Silver | Cassie                                  |
| "Long Way 2 Go"                                                                      | 2006 | 97                     | 115                    | 23                     | —                      | 21                     | 43                     | 14                     | 17                     | 28                     | 12                     |                                         | Cassie                                  |
| "Is It You"                                                                          | 2007 | —                      | —                      | —                      | 85                     | —                      | —                      | —                      | —                      | —                      | 52                     |                                         | Step Up 2: The Streets                  |
| "Official Girl" (featuring Lil Wayne)                                                | 2008 | —                      | —                      | —                      | —                      | —                      | —                      | —                      | —                      | —                      | —                      |                                         | i.u.                                    |
| "Must Be Love" (featuring Puff Daddy)                                                | 2009 | —                      | 56                     | —                      | —                      | —                      | —                      | —                      | —                      | —                      | —                      |                                         | i.u.                                    |
| "King of Hearts"                                                                     | 2012 | —                      | —                      | —                      | —                      | —                      | —                      | —                      | —                      | —                      | —                      |                                         | i.u.                                    |
| "The Boys" (med Nicki Minaj)                                                         | 2012 | 114                    | 41                     | —                      | —                      | —                      | —                      | 99                     | —                      | —                      | 113                    |                                         | Pink Friday: Roman Reloaded – The Re-Up |
| "—" betecknar singlar som inte utgavs i det landet eller som inte gick in på listan. |      |                        |                        |                        |                        |                        |                        |                        |                        |                        |                        |                                         |                                         |

### Som medverkande artist
| "Addiction" (Ryan Leslie featuring Cassie och Fabolous)                              | 2008 | 115 | 35 | Ryan Leslie |
| "—" betecknar singlar som inte utgavs i det landet eller som inte gick in på listan. |      |     |    |             |

### Promosinglar
| Titel                                      | År   | Album |
| ------------------------------------------ | ---- | ----- |
| "Let's Get Crazy" (featuring Akon)         | 2009 | i.u.  |
| "Make You A Believer" (featuring Jadakiss) | 2011 | i.u.  |
| "Radio" (featuring Fabolous)               | 2011 | i.u.  |
| "Balcony" (featuring Young Jeezy)          | 2012 | i.u.  |

## Blandband
| Titel        | Albuminformation                                                           |
| ------------ | -------------------------------------------------------------------------- |
| RockaByeBaby | - Släppt: 11 april 2013 - Skivbolag: Bad Boy - Format: Digital nedladdning |

## Musikvideor
| År   | Musikvideo                     | Medverkande artist(er) | Regissör                   | Information |
| ---- | ------------------------------ | ---------------------- | -------------------------- | --- |
| 2006 | "Me & U" (MySpace Version)     | Cassie                 | Director X                 | En outgiven lågbudgetvideo som spreds på internet 2006. Videon ansågs vågad och hade sexuellt innehåll. Videon rankades på plats 47 på listan The 100 Best Videos of the 2000s publicerad av tidskriften Complex Magazine. |
| 2006 | "Me & U"                       | Cassie                 | Ray Kay                    | Tommy Mottola och Sean Combs efterfrågade en "ikonisk" musikvideo till Venturas debutsingel. Regissören inspirerades av en inspelad audition av sångaren och ville återskapa den i musikvideoformat. Videon fokuserar på Ventura som "artist" och visar hur hon dansar till låten i en tom lokal.                                      |
| 2006 | "Long Way 2 Go"                | Cassie                 | Erik White                 | i.u. |
| 2008 | "Is It You"                    | Cassie                 | Jon M. Chu                 | i.u. |
| 2008 | "Official Girl"                | Cassie, Lil' Wayne     | Chris Robinson             | Musikvideon till "Official Girl" visar hur framföraren konfronterar en partner som inte tar deras relation på allvar. Den innehåller också sekvenser där Ventura utför danskoreografi som hon tyckte tog hennes artisteri "till nästa nivå". Ventura hoppades att videon skulle få kvinnor att "ta kontroll" i sina kärleksrelationer. |
| 2009 | "Must Be Love"                 | Cassie, Puff Daddy     | Bernard Gourley            | Gourley förklarade att videons koncept var att "fånga något hett och sensuellt". Videon utspelar sig i en lägenhet där sommarvärmen skapar kondens på olika föremål. |
| 2012 | "King of Hearts"               | Cassie                 | Christopher Sims           | Videon utspelar sig i en villa i Beverly Hills och visar Cassie utföra danskoreografi ovanpå ett middagsbord och framföra låten i ett badkar. |
| 2012 | "King of Hearts" (R3hab Remix) | Cassie                 | Julien Bachelet            | Videon spelades in i London och Paris. |
| 2012 | "The Boys"                     | Nicki Minaj, Cassie    | Colin Tilley               | Videon utspelar sig i en fiktiv och färgglad värld inspirerad av tecknade barnprogram. |
| 2013 | "Numb"                         | Cassie, Rick Ross      | Alex Nazari                | I musikvideon går Ventura längs Hollywood Boulevard, tittar på solnedgången på en strand och kör bil längs en mörk väg nattetid. |
| 2013 | "Paradise"                     | Cassie, Wiz Khalifa    | Alex Nazari                | Likt videon till "Numb" som också regisserades av Nazari, har videon till "Paradise" en avslappnad atmosfär och följer Ventura en dag i Los Angeles med hennes vänner. |
| 2013 | "I Know What You Want"         | Cassie                 | Chris Latouche och Jay-Ohh | Ventura ses cykla längs Rodeo Drive och hälla Cîroc över två män. |